# 飞蛾藤
飞蛾藤（学名：Porana racemosa）是旋花科飞蛾藤属的植物。分布在越南、锡金、尼泊尔、泰国、印度尼西亚、印度以及中国大陆的陕西、甘肃、长江以南等地，生长于海拔1,500米至3,200米的地区，多生长在石灰岩山地，目前尚未由人工引种栽培。

## 别名
马郎花、打米花（贵州） 白花藤（云南、贵州） 小元宝（广西） “莫汝刚”（云南潞西） “六甲”（绿春哈尼语）

## 异名
- Dinetus racemosa (Roxb.) Sweet
- Porana racemosa Roxb. var. tomentella C. Y. Wu
- Porana racemosa Roxb. var. violacea C. Y. Wu